# Allium umbilicatum
Allium umbilicatum — вид рослин з родини амарилісових (Amaryllidaceae); поширений у Афганістані, Ірані, західному Пакистані, Таджикистані, Туркменістані, Узбекистані.

## Опис
Рослини 30–40 см заввишки. Цибулини яйцюваті, зовнішні оболонки бурі, волокнисті; цибулинок зазвичай багато, 5–15 мм завдовжки, оболонки білі. Листків 3–4, напівциліндричні, 1–2 мм завширшки. Зонтики півсферичні, густоквіткові, зазвичай з цибулинками. Листочки оцвітини рожеві, ланцетні, 6–8 мм завдовжки, гострі. Коробочки субкулясті.

## Поширення
Поширення: Афганістан, Іран, західний Пакистан, Таджикистан, Туркменістан, Узбекистан.